# Challenge de France féminin 2004-2005
Navigation
Édition précédente Édition suivante
Le Challenge de France féminin 2004-2005 est la 4e édition du Challenge de France féminin.
Il s'agit d'une compétition à élimination directe ouverte à tous les clubs de football français ayant une équipe féminine, organisée par la Fédération française de football (FFF) et ses ligues régionales.
La finale a eu lieu le 14 mai 2005 au Stade de la Tête Noire à Buzançais, et a été remporté par le FCF Juvisy face à l'Olympique lyonnais lors de la séance de tirs au but (5-4).

## Déroulement de la compétition
| Nom                                                          | Dates retenues   | Équipes participantes | Équipes restantes |
| Phase régionale                                              | Phase régionale  | Phase régionale       | Phase régionale   |
| ------------------------------------------------------------ | ---------------- | --------------------- | ----------------- |
| Selon les ligues                                             | Selon les ligues | -                     | 64                |
| Phase fédérale (entrée en lice des 20 équipes de Division 2) |                  |                       |                   |
| 1er tour fédéral                                             | 21 novembre 2004 | 84                    | 42                |
| 2e tour fédéral                                              | 12 décembre 2004 | 42                    | 21                |
| Phase finale (entrée en lice des 11 équipes de Division 1)   |                  |                       |                   |
| Seizièmes de finale                                          | 16 janvier 2005  | 32                    | 16                |
| Huitièmes de finale                                          | 13 février 2005  | 16                    | 8                 |
| Quarts de finale                                             | 10 avril 2005    | 8                     | 4                 |
| Demi-finales                                                 | 5 mai 2005       | 4                     | 2                 |
| Finale                                                       | 14 mai 2005      | 2                     | 1                 |

## Premier tour fédéral
Le premier tour fédéral est marqué par l'entrée en lice des 20 clubs de 2e division.

## Seizièmes de finale
Les seizièmes de finale sont marqués par l'entrée en lice des 11 clubs de la première division qui rejoignent les 13 clubs de deuxième division, les 4 clubs de troisième division et les 5 clubs de division d'honneur, déjà qualifiés pour ce tour de la compétition.
Les rencontres ont lieu le week-end du 16 janvier 2005 et sont marquées par les performances de l'AS Sarreguemines et du FC Saint-Rémy, clubs de division d'honneur, qui éliminent respectivement le CS Mars Bischheim et le FCF Lioujas, pensionnaires de division 2.
| Date       | Club (division)                       | Score           | Club (division)                     |
| ---------- | ------------------------------------- | --------------- | ----------------------------------- |
| 16/01/2005 | Stade briochin (Division 1)           | 0-6             | ASJ Soyaux (Division 1)             |
| 16/01/2005 | FCF Monteux (Division 2)              | 0-5             | Montpellier HSC (Division 1)        |
| 16/01/2005 | AS Montigny (Division 2)              | 0-0 (Tab : 4-3) | Saint-Memmie Olympique (Division 1) |
| 16/01/2005 | AS Saint-Quentin (Division 2)         | 1-5             | FC Vendenheim (Division 1)          |
| 16/01/2005 | COM Bagneux (Division 2)              | 0-5             | FCF Juvisy (Division 1)             |
| 16/01/2005 | Celtic de Marseille (Division 2)      | 0-2             | Olympique lyonnais (Division 1)     |
| 16/01/2005 | ES Cormelles-le-Royal (Division 2)    | 1-6             | Paris SG (Division 1)               |
| 16/01/2005 | Tours FC (Division 2)                 | 1-0             | FCF Condéen (Division 2)            |
| 16/01/2005 | AS Algrange (Division 3)              | 0-0 (Tab : 5-4) | FCF Hénin-Beaumont (Division 1)     |
| 16/01/2005 | AS Juvignac (Division d'Honneur)      | 0-3             | Toulouse FC (Division 1)            |
| 16/01/2005 | Le Mans UC (Division 2)               | 2-0             | ESOFV La Roche-sur-Yon (Division 2) |
| 16/01/2005 | Saint-Herblain OC (Division 2)        | 1-1 (Tab : 1-3) | ASF Les Verchers (Division 3)       |
| 16/01/2005 | AS Sarreguemines (Division d'Honneur) | 1-1 (Tab : 5-4) | CS Mars Bischheim (Division 2)      |
| 16/01/2005 | FC Saint-Rémy (Division d'Honneur)    | 2-1             | FCF Lioujas (Division 2)            |
| 16/01/2005 | EB Saint-Cyr-sur-Loire (Division 3)   | 1-1 (Tab : 4-3) | ES Blanquefortaise (Division 3)     |
| 16/01/2005 | FCF Ambilly (Division d'Honneur)      | 1-1 (Tab : 2-4) | Rodez AF (Division d'Honneur)       |

## Huitièmes de finale
Lors des huitièmes de finale il ne reste plus que 7 clubs de première division accompagnés de 3 clubs de deuxième division, de 3 clubs de troisième division et des trois petits poucets issus de division d'honneur que sont, le FC Saint-Rémy, l'AS Sarreguemines et le Rodez AF.
Les rencontres ont lieu le week-end du 13 février 2005 et voient la logique des tirages respectée avec la qualification des favoris de chaque rencontre.
| Date       | Club (division)                       | Score | Club (division)                 |
| ---------- | ------------------------------------- | ----- | ------------------------------- |
| 13/02/2005 | Montpellier HSC (Division 1)          | 2-0   | Toulouse FC (Division 1)        |
| 13/02/2005 | FCF Juvisy (Division 1)               | 7-0   | AS Montigny (Division 2)        |
| 13/02/2005 | AS Algrange (Division 3)              | 0-6   | FC Vendenheim (Division 1)      |
| 13/02/2005 | ASF Les Verchers (Division 3)         | 0-3   | ASJ Soyaux (Division 1)         |
| 13/02/2005 | FC Saint-Rémy (Division d'Honneur)    | 0-3   | Paris SG (Division 1)           |
| 13/02/2005 | AS Sarreguemines (Division d'Honneur) | 0-6   | Olympique lyonnais (Division 1) |
| 13/02/2005 | EB Saint-Cyr-sur-Loire (Division 3)   | 1-4   | Tours FC (Division 2)           |
| 13/02/2005 | Rodez AF (Division d'Honneur)         | 0-1   | Le Mans UC (Division 2)         |

## Quarts de finale
Lors des quarts de finale il ne reste plus que 6 clubs de première division accompagnés de 2 clubs de deuxième division.
À ce stade, les quatre favoris pour la victoire finale sont le FCF Juvisy, le Montpellier HSC, l'ASJ Soyaux et l'Olympique lyonnais, qui occupent également les quatre premières places de première division depuis plus de la moitié de la saison.
Les rencontres ont lieu le week-end du 10 avril 2005 et sont marquées par la victoire de l'Olympique lyonnais face au Montpellier HSC, champion de France en titre.
| Date       | Club (division)                 | Score | Club (division)              |
| ---------- | ------------------------------- | ----- | ---------------------------- |
| 10/04/2005 | Olympique lyonnais (Division 1) | 1-0   | Montpellier HSC (Division 1) |
| 10/04/2005 | ASJ Soyaux (Division 1)         | 3-0   | FC Vendenheim (Division 1)   |
| 10/04/2005 | Paris SG (Division 1)           | 3-1   | Tours FC (Division 2)        |
| 10/04/2005 | Le Mans UC (Division 2)         | 0-4   | FCF Juvisy (Division 1)      |

## Demi-finales
Lors des demi-finales il ne reste plus que quatre clubs de première division dans le dernier carrée.
Les rencontres ont lieu le 5 mai 2005 et voient les deux favoris, le FCF Juvisy et l'Olympique lyonnais, atteindre sans grande difficulté la finale de la compétition.
| Date       | Club (division)                 | Score | Club (division)         |
| ---------- | ------------------------------- | ----- | ----------------------- |
| 05/05/2005 | Olympique lyonnais (Division 1) | 4-2   | ASJ Soyaux (Division 1) |
| 05/05/2005 | Paris SG (Division 1)           | 0-7   | FCF Juvisy (Division 1) |

## Finale
La finale oppose deux clubs de première division, l'Olympique lyonnais double tenant du titre et qui participe pour la quatrième fois consécutive à la finale de la compétition, et le FCF Juvisy qui participe à la première finale de son histoire.
| 14 mai 2005 | Olympique lyonnais    | 1-1 | FCF Juvisy           | Stade de la Tête Noire, Buzançais          |                                            |
| | 58e Sandrine Brétigny | (0-0) | 64e Laëtitia Tonazzi | Spectateurs : 700 Arbitrage : Sarah Girard | Spectateurs : 700 Arbitrage : Sarah Girard |
| | Rapport               | |                      | Spectateurs : 700 Arbitrage : Sarah Girard | Spectateurs : 700 Arbitrage : Sarah Girard |
| Marianne Grangeon · Danielle Slaton · Sandrine Brétigny · Cécile Locatelli · Lorrie Fair · Christie Welsh · Sandrine Dusang | Tirs au but 4-5       | Élise Bussaglia · Laëtitia Tonazzi · Sandrine Soubeyrand · Marinette Pichon · Stéphanie Mugneret-Béghé · Nelly Guilbert · Alexandra Guiné |                      | Spectateurs : 700 Arbitrage : Sarah Girard | Spectateurs : 700 Arbitrage : Sarah Girard |

| G               | 1  | Hope Solo                  |  |     |
| D               | 2  | Sandrine Dusang            |  |     |
| D               | 3  | Cécile Locatelli           |  |     |
| D               | 4  | Marianne Grangeon          |  |     |
| D               | 5  | Delphine Blanc             |  |     |
| M               | 6  | Danielle Slaton            |  |     |
| M               | 7  | Claire Morel               |  |     |
| M               | 8  | Lorrie Fair                |  |     |
| M               | 10 | Ludivine Bruet             |  | 76e |
| A               | 9  | Christie Welsh             |  |     |
| A               | 11 | Sandrine Brétigny          |  |     |
| Remplacements : |    |                            |  |     |
| M               | X  | Séverine Creuzet-Laplantes |  | 76e |
| Entraîneur :    |    |                            |  |     |
| Farid Benstiti  |    |                            |  |     |

|                 |    |                          |  |  |
| G               | 1  | Sandrine Capy            |  |  |
| D               | 2  | Stéphanie Mugneret-Béghé |  |  |
| D               | 3  | Nelly Guilbert           |  |  |
| D               | 4  | Sandrine Soubeyrand      |  |  |
| D               | 5  | Émilie Trimoreau         |  |  |
| M               | 6  | Élise Bussaglia          |  |  |
| M               | 7  | Alexandra Guiné          |  |  |
| M               | 8  | Sophie Guyennot          |  |  |
| M               | 10 | Virginie Bourdille       |  |  |
| A               | 9  | Laëtitia Tonazzi         |  |  |
| A               | 11 | Marinette Pichon         |  |  |
| Entraîneur :    |    |                          |  |  |
| Pascal Gressani |    |                          |  |  |